# Мерциг-Вадерн (район)
Мерциг-Вадерн (нем. Merzig-Wadern) — район в Германии. Центр района — город Мерциг. Район входит в землю Саар. Занимает площадь 556 км². Население — 105,1 тыс. чел. (2010). Плотность населения — 189 человек/км².
Официальный код района — 10 0 42.
Район подразделяется на 7 общин.

## Города и общины
1. Мерциг (30 411)
2. Вадерн (16 512)
3. Лосхайм (16 476)
4. Беккинген (15 393)
5. Метлах (12 331)
6. Перль (7583)
7. Вайскирхен (6389)

(30 июня 2010)